# All Light
All Light — дебютний корейськомовний студійний альбом південнокорейського бой-бенду Astro. Він був випущений 16 січня 2019 року через Fantagio Music. Альбом був випущений після перерви через внутрішні проблеми на їхньому лейблі. Він дебютував на вершині чарту альбомів Gaon і потрапив до топ-10 світового чарту альбомів Billboard США.

## Передумови і випуск
Головний сингл з альбому «All Night» був названий Billboard «душевним танцювальним треком» із «переривчастим ритмом, керованим крутими синтезаторами», «динамічним зниженням ритму» та «ритмічним приспівом». Це було описано як демонстрація «зрілої» сторони гурту. Текст пісні розповідає про чоловіка, який хоче розмовляти по телефону «цілу ніч» зі своїм любовним інтересом. Решта альбому містить балади, а також електронні поп-пісні та танцювальні пісні.

## Список композицій
| #     | Назва                                               | Автор слів                                                  | Автор музики                                | Аранжування                                 | Тривалість |
| ----- | --------------------------------------------------- | ----------------------------------------------------------- | ------------------------------------------- | ------------------------------------------- | ---------- |
| 1.    | «Starry Sky»                                        | Korangi Moon Hanmiru (220volt) Jinjin Rocky                 | Korangi Moon Hanmiru (220volt)              | Korangi ODD-CAT                             | 2:58       |
| 2.    | «All Night» (кор.: хангиль: 전화해, НЛ: Jeonhwahae) | Jo Yun-kyoung Jinjin Rocky                                  | LDN Noise Kyler Niko                        | LDN Noise                                   | 3:43       |
| 3.    | «Moonwalk»                                          | Jo Yun-kyoung Jinjin Rocky                                  | Choi Jin-seok Jakob Mihoubi Rudi Daouk      | Choi Jin-seok                               | 3:19       |
| 4.    | «Treasure»                                          | ZUPITER (Flying Lab) 100% Seo-jeong Jinjin Rocky            | Lee Ju-hyeong Inner Child (MonoTree)        | Inner Child (MonoTree)                      | 3:29       |
| 5.    | «Role Play»                                         | Mirror Boy (220volt) D.HAM (220volt) Moon Hanmiru (220volt) | Mirror Boy (220volt) Moon Hanmiru (220volt) | Mirror Boy (220volt) Moon Hanmiru (220volt) | 3:13       |
| 6.    | «1 in a Million»                                    | EastWest Maxine Jinjin Rocky                                | EastWest Yeul Maxine 91.6                   | Eastwest Yeul 91.6                          | 3:05       |
| 7.    | «Love Wheel»                                        | Lee Mi-so (Music Cube) ZNEE (Flying Lab) Jinjin Rocky       | David Amber Andy Love                       | David Amber                                 | 3:29       |
| 8.    | «Heart Brew Love»                                   | Dr.JO Jinjin Rocky                                          | Obi Mhondera Al Swettenham Kyler Niko       | Geek Boy                                    | 3:32       |
| 9.    | «Merry-Go-Round»                                    | EastWest Maxine Astro                                       | EastWest Yeul Maxine                        | Eastwest Yeul                               | 3:09       |
| 10.   | «Bloom» (кор.: хангиль: 피어나, НЛ: Pieona)         | Jinjin MJ Rocky                                             | Village                                     | Kim Jin-hwan                                | 3:43       |
| 33:48 |                                                     |                                                             |                                             |                                             |            |

## Чарти
| Чарт (2019)                     | Найвища позиція |
| ------------------------------- | --------------- |
| Японія Japanese Albums (Oricon) | 11              |
| South Korean Albums (Gaon)      | 1               |
| США World Albums (Billboard)    | 6               |

## Досягнення
| Пісня     | Шоу                | Дата          |
| --------- | ------------------ | ------------- |
| All Night | The Show (SBS MTV) | 29 січня 2019 |

| Видавець   | Список                          | Пісня       | Позиція | Прим. |
| ---------- | ------------------------------- | ----------- | ------- | ----- |
| Dazed      | The 20 best K-pop songs of 2019 | «All Light» | 12      | [ 6 ] |
| Refinery29 | The Best K-Pop Songs Of 2019    | «Moonwalk»  | 20      | [ 7 ] |

## Сертифікації
| Регіон                                                                                          | Сертифікація | Продажі |
| ----------------------------------------------------------------------------------------------- | ------------ | ------- |
| Японія                                                                                          | —            | 8,797   |
| *продажі, що базуються лише на сертифікаціях ^відвантаження, що базуються лише на сертифікаціях |              |         |